# Moundzouk
Moundzouk, Mundzuk ou Moundioukh (en latin : Mundzucus, en grec : Μουνδίουχος), mort avant 435, est un prince hunnique, père de Bleda et d'Attila, rois des Huns.

## Éléments biographiques
Moundzouk, dont le nom provient du turc oghour Munčuq qui signifie « perle » ou « joyaux », a trois frères, dont il est vraisemblablement l'aîné : Ruga et Octar, qui règnent sur les Huns dans les années 420, ainsi qu'un certain Oebarsius, qui est mentionné comme participant aux côtés d'Attila aux banquets royaux. Il laisse deux fils  l'aîné Bleda et son puîné Attila qui succèdent tous deux à Ruga en 435. 
Bien qu'il soit de lignée princière, Moundzouk n'est pas mentionné comme un roi à part entière dans les sources romaines et ne semble pas avoir accédé au pouvoir ni même avoir été un successeur désigné ;  il est ainsi vraisemblable qu'il ait trouvé la mort avant celle du roi des Huns précédent, vraisemblablement le père ou l'oncle des quatre frères.

## Hommages
Les paroles de l'hymne national de la Hongrie font référence à lui sous le nom de Bendegúz en hongrois, décrivant les Hongrois comme « le sang de Bendegúz ». 